# Arne Møller (seminarieforstander)
 For alternative betydninger, se Arne Møller. (Se også artikler, som begynder med Arne Møller)
Arne Møller (født 20. september 1876 i Velling, død 5. februar 1947 i Odense) var præst og seminarieforstander, dr.phil. & theol.
Han var søn af sognepræst Theodor Kristian Fabricius Møller (død 1934) og hustru Lavra Petrina Elisabeth f. Johnsen (død 1928) og blev gift 3. september 1905 med Dorothea Louise Elisabeth f. Monrad (født 20. januar 1885 i Køge).
Arne Møller døde i Odense i Ansgars Sogn på Odense Amts og Bys Sygehus og blev begravet på Gammel Haderslev Kirkegård.
Han blev student i Birkerød i 1894 og cand. theol. fra Københavns Universitet i 1900. Han var dernæst lærer ved Testrup Højskole fra 1904 og forstander for Ry Højskole 1905-06, for Vejlby Højskole 1907-11 og sognepræst for Linå-Voel sogne og lærer ved Silkeborg Seminarium 1911-18.
Han var efterfølgende sognepræst for Kølstrup Sogn 1919-29.
Arne Møller blev dr.phil. på en afhandling om Hallgrimur Pjeturssons Passionssalmer i 1922.
Han var censor ved lærereksamen fra 1924 og forstander for Jonstrup Statsseminarium 1929-37, for Haderslev Statsseminarium 1. juli 1937.
Han var formand for Dansk-Islandsk Samfund fra 1916; medlem af Udvalget for Dansk-Islandsk Kirkesag; redaktør af Islandsk Aarbog fra 1929.
Har skrevet: “Sønderjylland efter 1864" (1919); “Islands Lovsang gennem tusind Aar" (1923); “Jon Vidalin og hans Postil" (1929); “Fra Psalmistens Værksted, Studie over Kingos Passionssalmer" (1934); Medarbejder ved “Island, Strejflys over Land og Folk" (1917), ved “Nordisk Digtning i Nytiden" (1921), ved “Passiusálmar Hallgrims Pjeturssonar" (1924) og ved “Festskrift til Finnar Jónsson" (1928).
Han fik tildelt en dansk og en italiensk orden.